# Parnaparina
La parnaparina è un farmaco anti-trombotico che appartiene alla classe delle eparine a basso peso molecolare.
La parnaparina sodica trova impiego, per somministrazione quotidiana sottocutanea, nella profilassi della trombosi venosa profonda nei pazienti predisposti e sottoposti a chirurgia maggiore (ortopedica, vascolare, toracica e generale) per i quali è prevista immobilizzazione.
Trova altresì impiego nel trattamento della trombosi venosa profonda stessa, e nel ridurre il rischio di tromboembolismo venoso a partenza da trombosi venose superficiali.

## Effetti avversi
I più importanti effetti avversi sono:
- Reazioni allergiche (orticaria o reazione anafilattoide)
- Ematoma nel punto di iniezione
- Necrosi cutanea acuta
- Trombocitopenia

In relazione a quest'ultima possibilità, è consigliabile effettuare periodicamente la valutazione dell'emocromo nei pazienti in terapia con eparine a basso peso molecolare.